# Boa Mistura

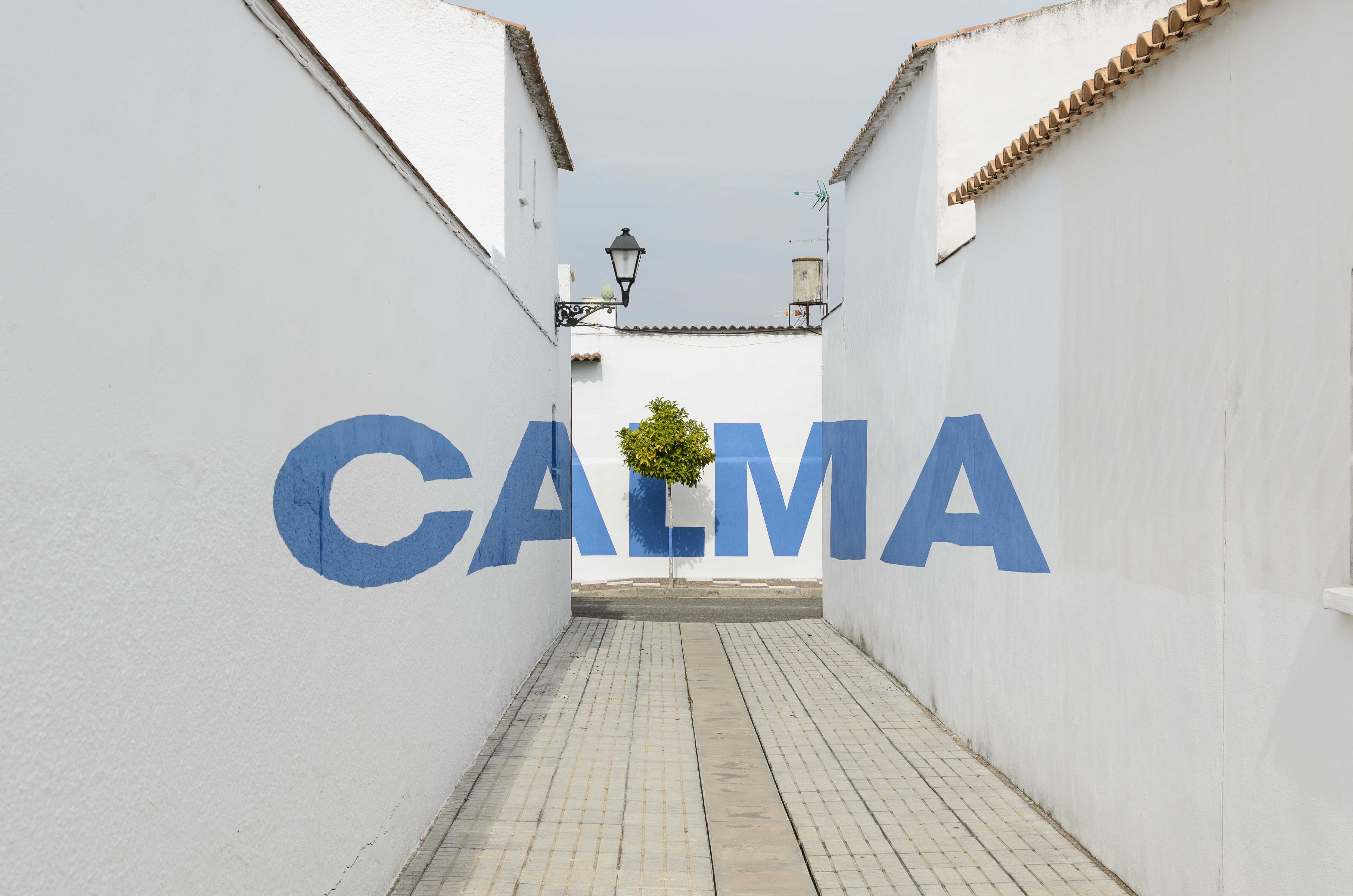
Una de les paraules anamòrfiques pintades en el llogaret de Maruanas, El Carpio a la província espanyola de Còrdova.

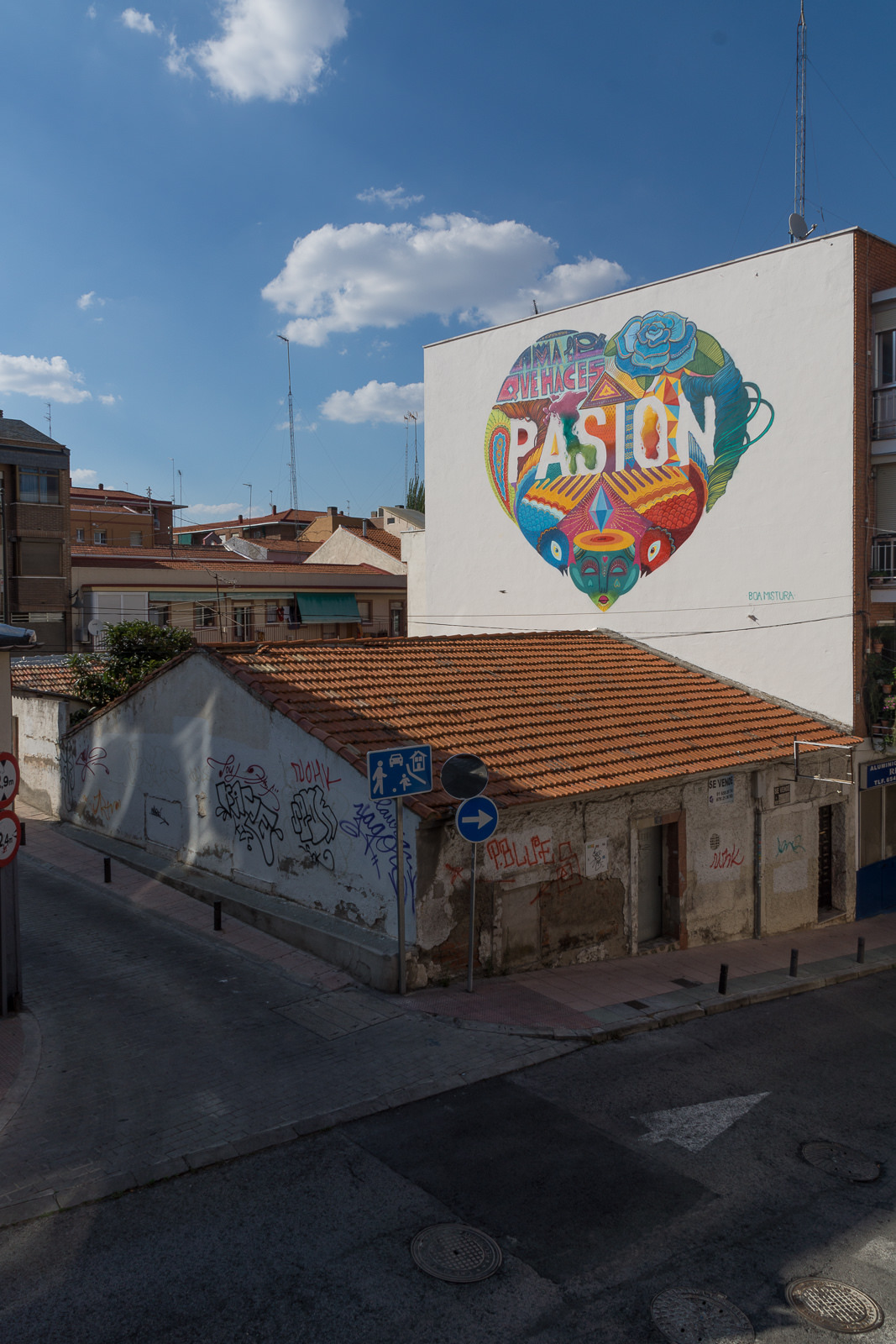
Mural a Alcobendas (Madrid).

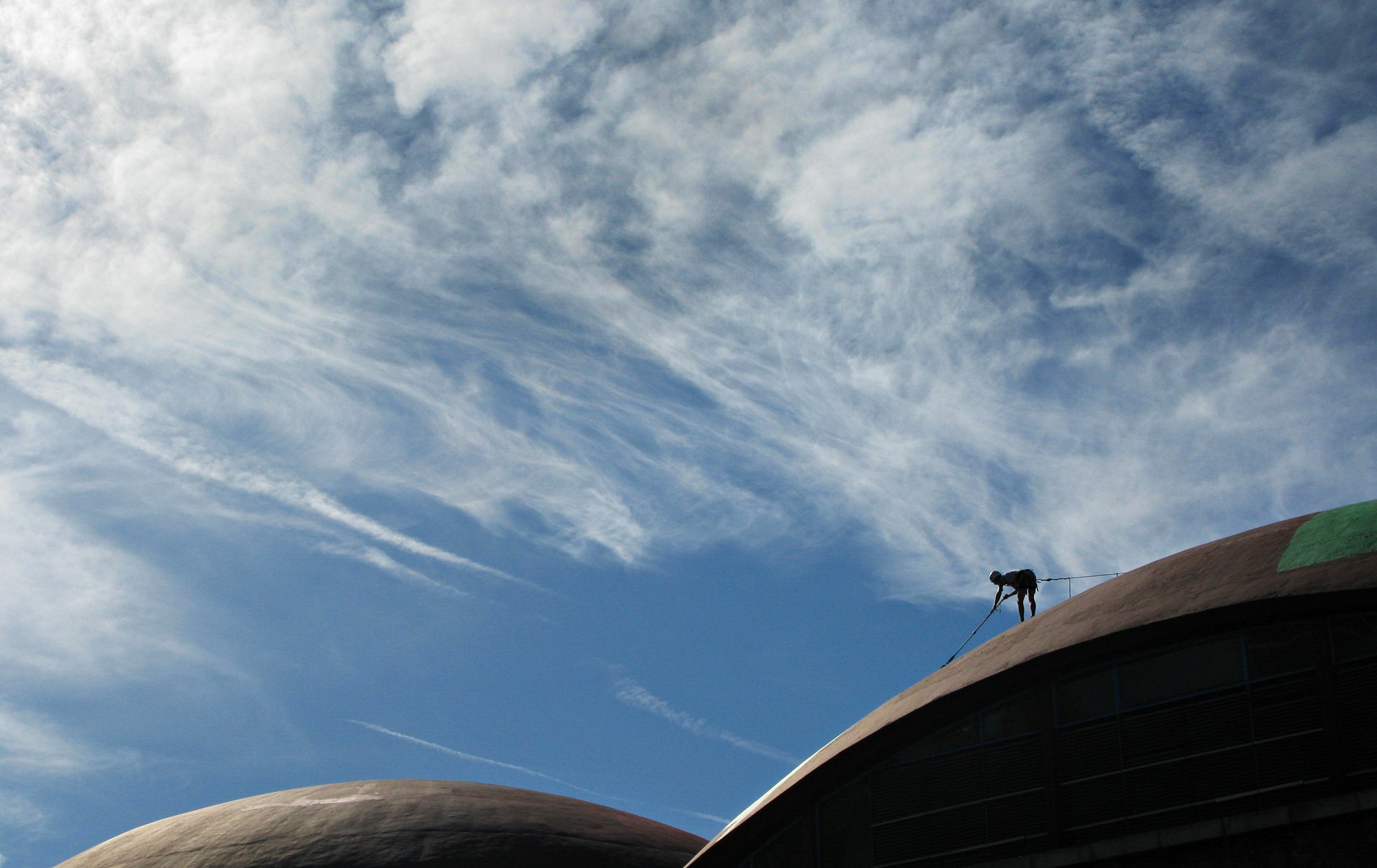
Boa Mistura realitzant la seva intervenció "Plena la vida de color" al mercat de l'Ordi (Madrid).

Boa Mistura és un grup d'artistes urbans originat a Madrid a les acaballes del 2001. El terme portuguès i gallec Boa Mistura significa "bona mescla", fent referència a les diferents formacions dels membres del grup. Els integrants són l'arquitecte Javier Serrano, l'enginyer de camins Rubén Martín, el publicista Pablo Purón i els llicenciats en Belles arts Pablo Ferreiro i Juan Jaume.
La seva obra es desenvolupa principalment en l'espai públic i el seu objectiu és millorar la qualitat de vida de la gent a través de la seva obra gràfica, materialitzada en intervencions plàstiques en diferents entorns i escales. Generalment empren com a eina la identitat del lloc on treballen, per la qual cosa el seu recurs habitual és el llenguatge escrit i el color. Fan servir diferents llengües i estils culturals. Han dut a terme projectes a Sud-àfrica, Noruega, Berlín, Sao Paulo, París, Nova Delhi i Panamà. També han col·laborat en projectes socials al costat de la Fundació ONCE, Intermon Oxfam, Creu Roja o la Fundació Antonio Gala i han impartit conferències en Universitats com les de Madrid, Sevilla, Cuenca o Alcalá de Henares.

## Alguns projectes

### Die Umarmung (Berlín, Alemanya)
El 2009, van realitzar un mural davant del Mur de Berlín, pel 20è aniversari de la seva caiguda. Aquest mural mesurava més de 20 metres d'altura i expressa la trobada entre Orient i Occident mitjançant l'abraçada de dues figures tatuades del seu passat.

### Velokhaya Khayelitsha (Ciutat del Cap, Sud-àfrica)
El 2011, van transformar el club de ciclisme Velokhaya, nascut als carrers del township de Khayelitsha. Es va pintar de colors vibrants amb la col·laboració dels nois de la comunitat, sent un reflex de l'alegria de la seva gent malgrat les condicions de vida del lloc. Aquesta experiència va suposar la primera intervenció de tipus participatiu, metodologia que, més endavant, desenvoluparien a escala internacional en un projecte conegut com a Crossroads.

### Luz nas Vielas (São Paulo, el Brasil)
El 2012, van dur a terme un projecte en Vila Brasilândia a São Paulo, una de les faveles més característiques en la perifèria de la ciutat. L'objectiu del projecte era il·luminar i inspirar els petits carrers, passatges i carrerons, connectors típics del teixit d'una favela, però que moltes vegades esdevenen zones de conflicte, violència o drogoaddicció.

### Somos Luz (Panamà)
El març de 2013, van fer una intervenció en l'Edifici Begonia I situat al barri del Chorrillo a Ciutat de Panamà. Inspirats en la identitat del barri, van crear un reticle a partir de la porció de l'edifici que cada veí entenia com a seva. El missatge "som llum" buscava inspirar diàriament tant a les persones que vivien a l'edifici com a la resta de persones que passessin a prop, enviant-los un missatge positiu, independentment de la seva realitat.

### Llena la Vida de Color (Madrid)
El 2014, van realitzar una intervenció en el Mercat de l'Ordi, un dels centres d'abastiment més emblemàtics de Madrid. La intervenció abastava les sis cúpules (4.800 m²) i les dues façanes principals (650 m²), canviant el color de cada cúpula. A les façanes es va introduir el missatge "Plena la vida de color". Els colors emprats tant en les cúpules com en les façanes parlaven de l'optimisme i des de l'alt d'una de les cúpules pot llegir-se la paraula "color" escrita en blanc sobre les altres cúpules.

### Madrid, te comería a versos (Madrid, Espanya)
El 2014, per a humanitzar la ciutat, van intervenir clandestinament en 33 passos de zebra de Madrid pintant a la vora de la calçada versos extrets de cançons del músic Leiva, del raper Rayden i de la micropoetisa i cantant Ajo. En un primer moment no van reivindicar l'acció perquè en un projecte de 2012, Madrid, te quiero en colores, en el qual pintaven els murs grisos inutilitzats de la ciutat, van ser enxampats in fraganti i multats per l'Ajuntament. Al cap de pocs dies, l'acció es va fer viral en les xarxes socials.

### El alma no tiene color (la Canyada Real, Madrid, Espanya)
Amb la intenció d'eliminar estigmes socials, van transformar les façanes dels habitatges La Canyada Real, en una intervenció plena de color i poesia. En aquest cas, es van inspirar en els versos de la cançó El alma no tiene color d'Antonio Remache. El projecte, que va comptar amb la participació activa del veïnat, pretenia donar veu a aquesta ciutat autoconstruïda, que viu a l'ombra de la Comunitat de Madrid, fent visible la situació en la qual viuen milers de persones.

### Versos al paso (Madrid, Espanya)

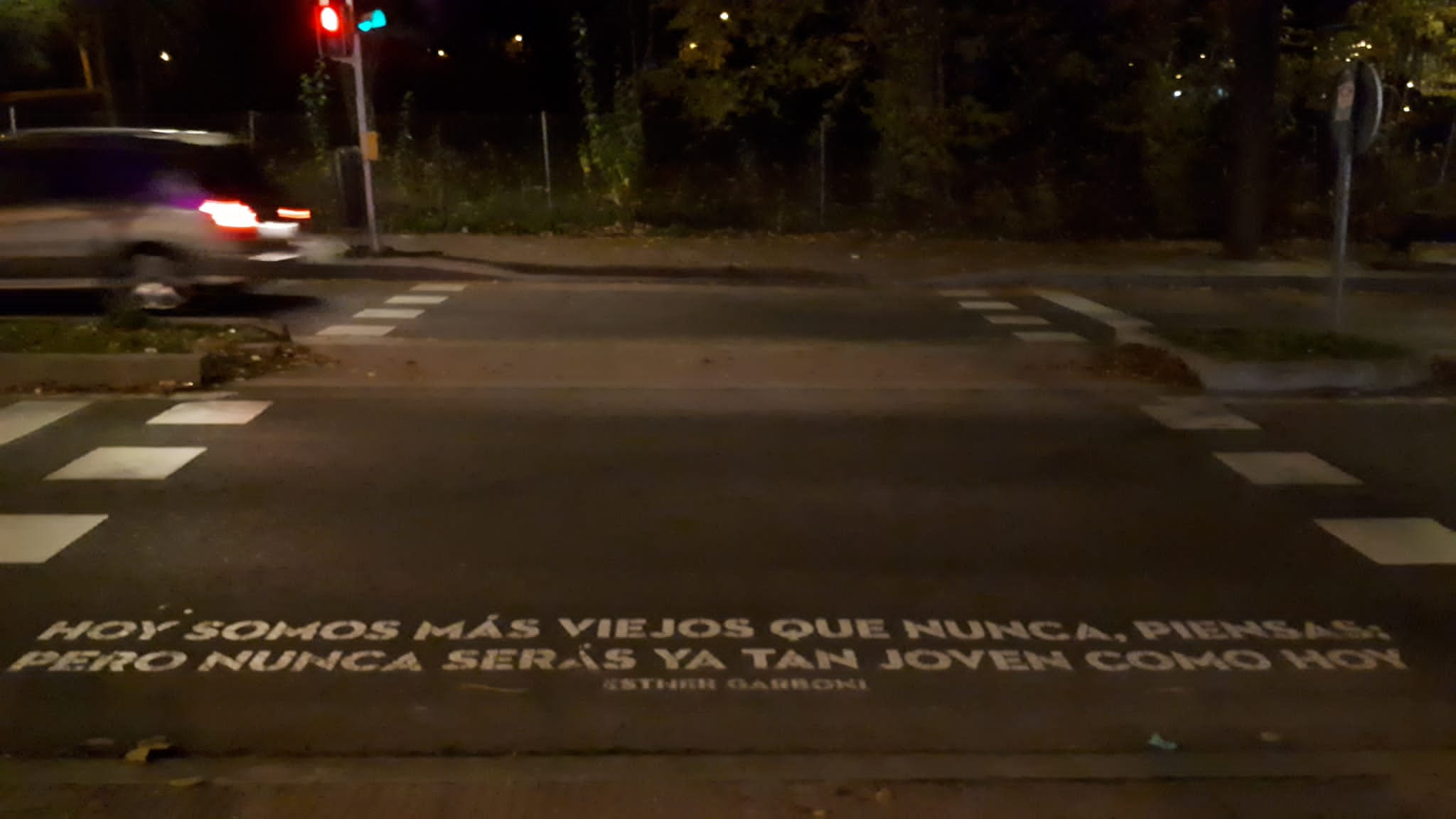
Pas de vianants a Madrid (Espanya) amb versos pintats.

El 2018, en col·laboració amb l'Ajuntament de Madrid, realitzen la coordinació general en el projecte Versos al paso per a escriure, aquesta vegada oficial i legalment, en 1.100 passos de vianants de la ciutat.

### Cardumen de Loros (Montecristi, República Dominicana)
El 2019, van realitzar una intervenció al Pepillo Salcedo, una petita població de la província de Monte Cristi, en l'extrem oest de la República Dominicana. Al poble, Boa Mistura va treballar sobre les cinquanta-dues embarcacions amb el suport de l'ONU a través del ministeri de Turisme i Biodiversitat. Van ser els mateixos pescadors i les seves famílies els encarregats d'escatar la fusta vella, llevar-los els mol·luscos de la base de les embarcacions, reparar-les amb fibra de vidre i aplicar una emprimació protectora i deixar-les llestes per a treballar. Les barques es van pintar inspirades en les formes i colors del peix lloro. Aquesta espècie té una especial rellevància dins de l'ecosistema marí del Carib, ja que s'alimenta d'algues que arrenca i recull en els esculls de coral, contribuint així a la neteja i supervivència d'aquests. Malgrat ser una espècie protegida, la pesca il·legal del peix lloro està posant en perill l'equilibri dels ecosistemes tropicals.
Van ser mig centenar d'embarcacions les que es van pintar durant les quatre setmanes que va durar el projecte. Cinquanta-dos yolas (com anomenen allí a les barques) que solcaren les aigües de la badia de Manzanillo vestides amb la pell del peix lloro. Un banc de peixos que porta per bandera la consciència i el respecte pel medi marí. Tan fràgil i tan necessari, no sols per al desenvolupament de les zones pesqueres, sinó per al planeta sencer.

### Simbiosi

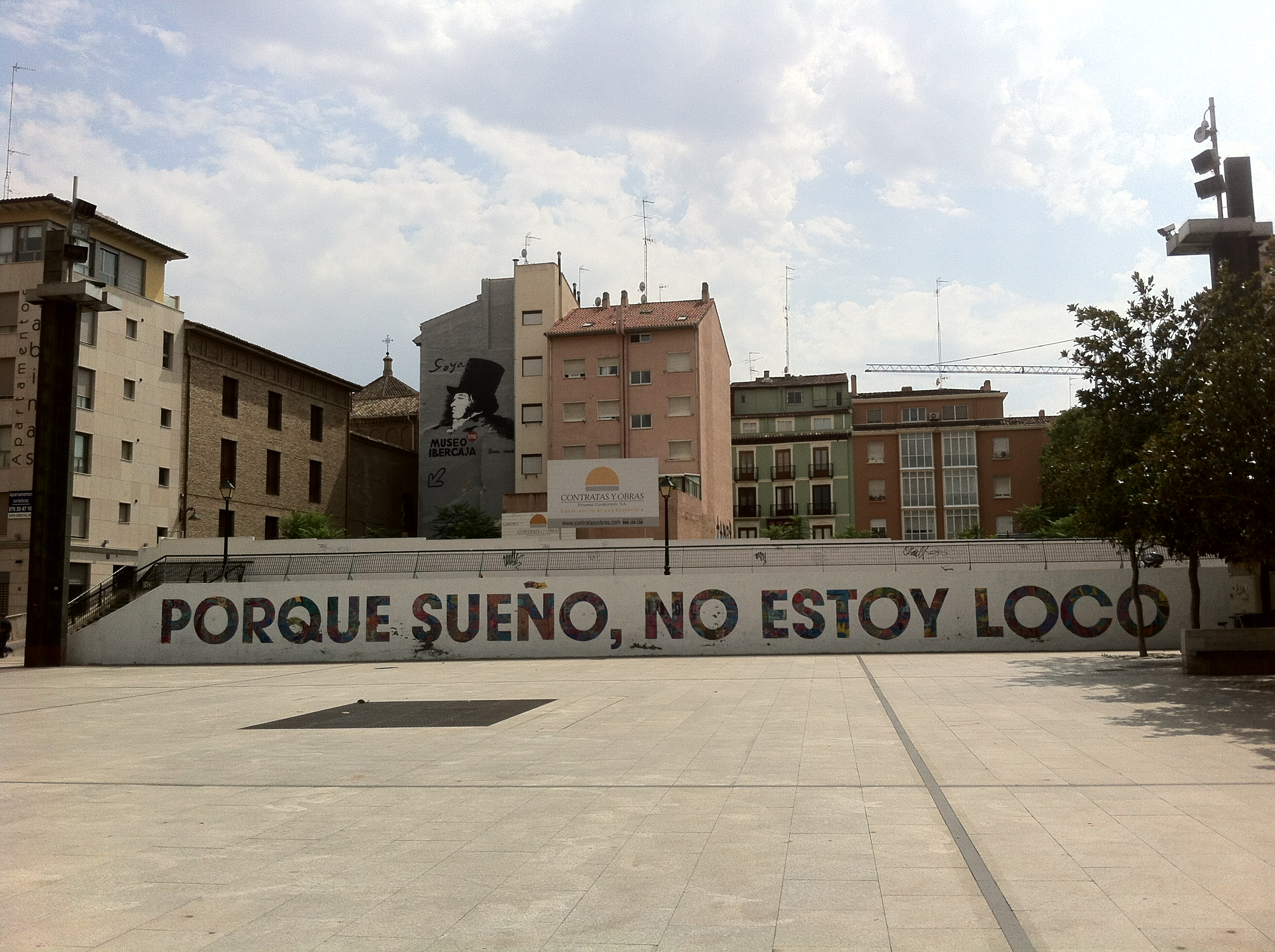
Mural "Porque sueño, no estoy loco" a Saragossa

Fou un projecte iniciat el 2011 dissenyat originalment al costat de l'Associació Argadini, consistent en un taller participatiu dissenyat en dues etapes. Durant la primera, els participants ompliren lliurement amb dibuixos i missatges la paret. En la segona fase, l'equip d'artistes esborrà parcialment el fons de color, deixant escrit un missatge. Formalment, el resultat fou una frase de colors sobre fons blanc, resultat de la col·laboració dels assistents i Boa Mistura. Des de llavors han replicat aquest taller en multitud de ciutats i contextos.
Per destacar-ne alguns, la participació el 2012 a la setena edició del festival Asalto, a Saragossa en el qual van escriure, al costat de multitud de veïns de Saragossa "Perquè somni, no estic boig".
El 2016 realitzaren el mural "Dame una oportunidad y verás hasta dónde llego", en col·laboració amb la Fundació Bobath per la integració social de les persones amb paràlisi cerebral.
El 2016 van treballar amb la Fundació Mustakis en el seu espai If Blanco inspirats en Nicanor Parra i Isabel Allende.
El 2016 van realitzar un mural a la Casa Espanyola d'Acolliment al Refugiat CEAR, amb l'escrit del mexicà Octavio Paz "La libertad no necesita alas, lo que necesita es echar raíces". En la creació del mur hi participaren més de 50 persones.
El 2017 van escriure la paraula "Superació" a les portes de l'Hospital Universitari Vall d'Hebron amb el suport del Museu MNAC.

### Mi raíz es (l'Havana, Cuba)
El maig de 2015, van participar en la Biennal de l'Havana amb el seu projecte "Mi raíz es" al barri del Romerillo a l'Havana. Van treballar amb els 25 versos del poema "No sé" del poeta cubà Samuel Feijoo, repartint-los pel barri perquè els veïns, en el seu caminar, anessin component tantes versions diferents com recorreguts.

### Mi raíz es(Photoespaña 2016, Madrid, Espanya)
Entre l'1 de juny i el 17 de juliol de 2016 Boa Mistura va exposar a la galeria Ponce + Robles el seu projecte "Mi raíz es" realitzat en el barri del Romerillo a l'Havana en el marc de PhotoEspaña 2016.

### Nos están apagando(la Canyada Real 2021, Madrid, Espanya)
El 2001 van realitzar la instal·lació de 4000 espelmes donades pels veïns de Madrid a principis de gener, just abans de la nit de Reis, en protesta pel tall de subministrament elèctric que afecta les 4000 famílies que viuen en el Sector 6 de la Canyada Real. Amb el missatge "Nos están apagando", denunciaven aquesta trista realitat de pobresa energètica.

### Seguimos luchando(la Canyada Real 2022, Madrid, Espanya)
El col·lectiu instal·là 4 garlandes led connectades a panells solars en el Sector 6 de la Canyada Real. Els missatges de denúncia són: "Seguim a les fosques", "Continuem lluitant", "Volem contractes", "Llum per a la Canyada" i reclamen la formalització dels contractes de subministrament amb les elèctriques. La instal·lació va estar consensuada i realitzada amb el suport de la Plataforma pel Dret a la Llum a la Canyada Real i d'aportacions particulars, i fou instal·lada amb l'ajuda de voluntaris i veïns.

## Controvèrsia
El 2020 van fer una actuació en el Poliesportiu de Getafe La Alhóndiga, de l'arquitecte Miguel Fisac, finalista de la Biennal de Venècia, cobrint les façanes de l'edifici, de formigó vist texturitzat, amb pintura de colors. Després de rebre la crítica de certs mitjans i sectors socials, van reaccionar publicant un comunicat oficial en el qual expressaven el seu màxim respecte per la figura de l'arquitecte i la seva obra, i s'oferien a col·laborar en la decisió que s'adoptés, assegurant que la intervenció és reversible.